# Petrus en Pauluskerk (Hochheim am Main)
De Sint-Petrus en Pauluskerk (Duits: Sankt Peter und Paul) is een rooms-katholieke kerk in de Duitse stad Hochheim am Main. Het is het enige kerkgebouw van de deelstaat Hessen dat laatbarokke fresco's heeft.

## Bouwgeschiedenis
De kerk werd in de jaren 1730-1732 op de fundamenten van een voorganger gebouwd door de uit Mainz afkomstige bouwkundig ingenieur Johann Farolsky. De fresco's in het kerkschip, het koor en op de galerij werden in 1775 door Johann Baptist Enderle uit Söflingen (tegenwoordig een stadsdeel van Ulm) vervaardigd.

## Restauraties
Scheuren in het gewelf, vervuiling door stof, kaarsenaanslag, overschildering en ondeskundige restauraties hadden de fresco's in het verleden ernstig beschadigd. Meerdere restauratiepogingen volgden in de jaren 1852, 1896, 1930-1932 en 1970-1972.
In het jaar 1989 toonden ernstige gebreken in de muren van de kerk aan dat het gebouw op instorten stond. In de jaren 1993-1995 volgde een omvangrijke restauratie van het exterieur, waarbij de kerk de huidige wit-rode kleurstelling kreeg. Nadat tijdens een restauratie in de jaren 50 van de 20e eeuw de houten overkapping met houtbeschermingsmiddelen was geïmpregneerd, begonnen de toegepaste chemicaliën de fresco's aan te tasten.
Vaklieden verklaarden de bijzondere fresco's in het interieur als verloren. Desondanks wist men de fresco's te redden van de ondergang. De restauratiewerkzaamheden duurden van 1999 tot 2005. Tegenwoordig zijn de fresco's weer in de oorspronkelijke kleurigheid en levendigheid te bewonderen.